# Pusong Mamon
Pusong Mamon (título en inglés: Soft Hearts) es una película de comedia romántica filipina de 1998 dirigida por Joel Lamangan.
La película fue clasificada PG-13 debido a elementos sexuales, Eric Quizon, quien fue uno de los miembros del elenco, confirmó en una entrevista que habrá una secuela de Pusong Mamon 2 que se vería en los cines a mediados de 2012 producida por VIVA Films después de 16 años.

## Trama
Sin saber la sexualidad de su compañera de trabajo, Annie (Lorna Tolentino) intenta seducir a Ron. Annie le da unos tragos a Ron (Albert Martínez) y luego se sale con la suya mientras él está borracho en su auto. Después de enterarse de que está embarazada, se muda con él a pesar de descubrir que es gay y vive con su novio, Nick (Eric Quizon). Juntos, el trío navega a través de un campo minado de dificultades románticas mientras descubre el verdadero significado del amor.

## Elenco
- Lorna Tolentino como Annie
- Eric Quizon como Nick
- Albert Martínez como Ron
- Eugene Domingo como Sally
- Caridad Sanchez como la abuela de Nick
- Jake Roxas como Reggie
- Tony Mabesa como el señor Menardo
- Mateo Mendoza